# Мьюр, Джон
Джон Мьюр (англ. John Muir; 21 апреля 1838 — 24 декабря 1914) — американский естествоиспытатель и писатель шотландского происхождения. Известен как защитник дикой природы, участник создания национальных парков и заповедных территорий. Его письма, эссе и книги повествуют о его исследованиях природы, в особенности горной системы Сьерра-Невада в Калифорнии.

## Биография

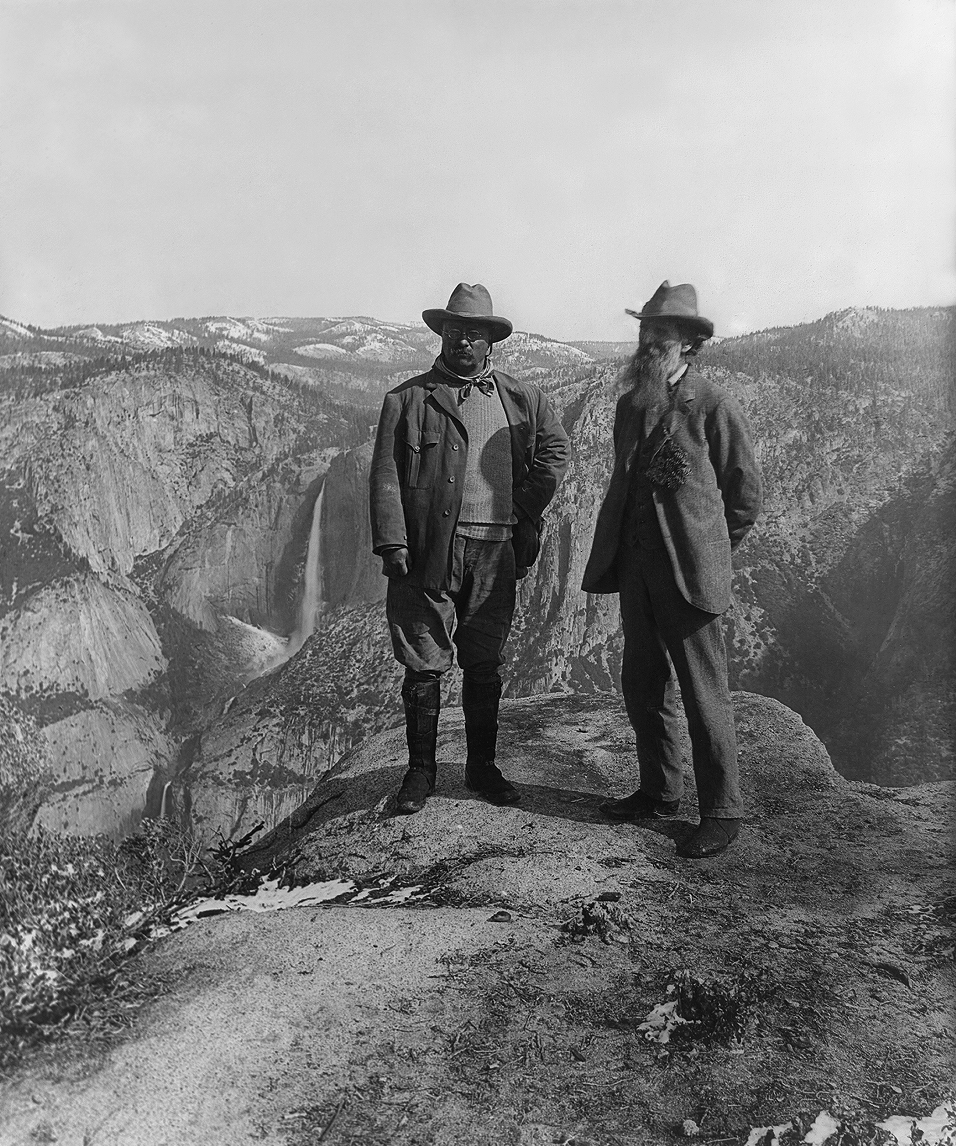
С президентом Т. Рузвельтом в Йосемитском национальном парке

Родился 21 апреля 1838 года в шотландском городе Данбаре в семье Дэниэля Мьюра и Энн Гилри. Он был 3-м из восьми их детей: Маргарет, Сары, Дэвида, Дэниэля, Энн и Мэри (близнецы), и родившейся уже в США Джоанны. В 1849 году семья Мьюров эмигрировала в США, первоначально остановившись на ферме Fountain Lake Farm около города Portage (Висконсин).
Произведения Джона Мьюра вдохновляли читателей, включая президентов и конгрессменов, и способствовали успешности действий по защите окружающей среды. Благодаря его активной деятельности были сохранены долина Йосемити, национальный парк Секвойя и другие уголки дикой природы. Стоял у истоков общества Sierra Club (1892) — ныне одной из наиболее влиятельных экологических организаций в США.

## Память о Мьюре
В честь Мьюра названы ледник на Аляске и побережье в Калифорнии. В 2005 году в серии квотеров 50 штатов США была издана (тиражом 520 400 000 экз.) медно-никелевая монета двадцатипятицентовик с изображением скалы Хаф-Доум и натуралиста Джона Мьюра на её фоне (а также парящего в небесах калифорнийского кондора и гигантской секвойи).

## Список книг
- Мьюр Д. Ледяные Чертоги Аляски. — Москва ; Берлин: Директмедиа Паблишинг, 2021. — 256 с. — ISBN 978-5-4499-2472-8.
- Исследование Сьерры = Studies in the Sierra (1950 reprint of serials from 1874)
- Живописная Калифорния = Picturesque California (1888—1890)
- Горы Калифорнии = The Mountains of California (1894)
- Наши национальные парки = Our National Parks (1901)
- Стыкин = Stickeen
- Стыкин: приключение с собакой и ледником = Stickeen: An Adventure with a Dog and a Glacier (1915)
- Стыкин: история собаки = Stickeen: The Story of a Dog (1909)
- Моё первое лето в Сьерре = My First Summer in the Sierra (1911)
- Эдвард Генри Гарриман = Edward Henry Harriman (1911)
- Йосемити = The Yosemite (1912)
- История моего мальчишества и юности = The Story of My Boyhood and Youth (1913)
- Письма к другу = Letters to a Friend (1915)
- Путешествия по Аляске = Travels in Alaska (1915)
- Тысяча миль к заливу = A Thousand-Mile Walk to the Gulf (1916)
- Круиз Корвина = The Cruise of the Corwin (1917)
- Крутые тропы = Steep Trails (1919)